# Бондарев Віктор Леонідович
Ві́ктор Леоні́дович Бо́ндарев (нар. 15 квітня 1958, село Картушине, Антрацитівський район, Луганська область — колишній начальник дільниці з видобування вугілля ВП «Шахта імені В. В. Вахрушева», ДП «Ровенькиантрацит». Член партії ВО «Батьківщина» з травня 2012 року.

## Біографія
Народився в сім'ї шахтарів.
З дитинства мріяв стати шахтарем. Дитячі роки пройшли у селищі Ясенівському, куди батьки переїхали незабаром після його народження. З 1965 по 1975 роки навчався у Ясенівській середній школі № 1. З 1976 по 1978 роки проходив строкову військову службу.
Трудовий шлях Віктора Бондарєва розпочався у 1978 році на шахті імені Михайла Васильовича Фрунзе Державного підприємства «Ровенькиантрацит» підземним гірничим робочим. Через рік перейшов на шахту імені Василя Васильовича Вахрушева, цього ж підприємства, якій присвятив понад 30 років. Пройшов шлях від гірничого робочого очисного забою до начальника передової дільниці № 3 з видобутку вугілля.
В 1986 році без відриву від виробництва закінчив Ровеньківський гірничий технікум за фахом «Підземна розробка вугільних родовищ». З 1987 року почав працювати на керівних посадах, а саме: підземний гірничий майстер, помічник начальника дільниці, заступник начальника дільниці. А з 2000 року — начальник добувної дільниці.
Працюючи, Віктор Леонідович Бондарєв показав себе як грамотний та відповідальний керівник, справжній професіонал гірничої справи, цілеспрямована та працьовита людина. Його беззаперечним талантом є вміння вести за собою колектив. Шахтарі з повагою називали Віктора Леонідовича «батя» і знали, що керівник хоч і суворий, але справедливий.
З 2004 року та протягом трьох років колектив Віктора Бондарєва ставив трудові рекорди, темпи видобутку зростали. Свій перший мільйон тонн «чорного золота» дільниця № 3 шахти імені Василя Васильовича Вахрушева видала на-гора у грудні 2004 року з однієї лави. Ця трудова перемога тільки розпочала досягнення колективу. Другий мільйон добули у 2005 році, третій — 12 серпня 2006 року. 2006 рік став тріумфальним для колективу дільниці № 3 шахти імені Василя Васильовича Вахрушева Державного підприємства «Ровенькиантрацит» вже до кінця календарного року було видобуто один мільйон вісімсот тисяч тонн антрациту — показники небачені у шахтарському місті. Об'єм гірничих виробітків склав 210 метрів, середньодобовий видобуток досяг 5000 тонн вугілля. Це в масштабах всього Донбасу — абсолютний рекорд. Саме цей подвиг щоденної праці у 2006 році став підставою для високої державної нагороди — Зірки Героя України з врученням Ордена Держави.
З 2010 року Віктор Леонідович Бондарєв на заслуженому відпочинку.
Одружений. Жінка Бондарєва Олена Іванівна. Має сина Романа та доньку Тетяну.

## Нагороди
За трудові досягнення він був нагороджений Знаком «Шахтарська Доблесть» трьох ступенів.
19 серпня 2006 року указом Президента України Віктора Ющенка нагороджений званням Героя України